# Гагма Занаті
Гагма Занаті (груз. გაღმა ზანათი) — село в Грузії.
За даними перепису населення 2014 року в селі проживає 507 особи.